# Квінстаун (Сінгапур)
Квінстаун — планувальний район і «нове місто» в Сінгапурі. Квінстаун став першим «новим містом» на острові Сінгапур, розбудова якого розпочалася в кінці 1950-х років. Розташований на заході Центрального планувального району. На півночі межує з районом Букіт-Тіма, на заході — з Клементі, на північному сході — з Танглін, а на сході — з Букіт-Мера.
Південну частину району займає місцевість Пасір-Панджанг, де розташований Кент Рідж Парк. На заході в районі Буона-Віста знаходяться будівлі Міністерства освіти та дослідницький центр Біополіс.
У 1970 році у Квінстауні відкрилася перша публічна бібліотека в Сінгапурі. Також в районі було відкрито одну з перших поліклінік та спортивний комплекс.
На південному заході району знаходяться кампуси Національного університету Сінгапуру та Сінгапурської політехніки.